# Paul Rohrbach (botaniste)
Pour l’article homonyme, voir Paul Rohrbach.
Paul Rohrbach, né le 9 juin 1846 à Berlin et mort le 6 juin 1871 à Berlin, est un botaniste prussien qui fut notamment expert en orchidées.

## Carrière
Rohrbach poursuit ses études à l'université de Göttingen, notamment auprès d'August Grisebach. Il étudie ensuite la botanique auprès d'Alexander Braun à l'université de Berlin. Ce dernier eut une grande influence sur Rohrbach concernant ses recherches sur la morphologie comparative et la systématique.
Rohrbach est l'auteur d'un ouvrage consacré au genre Epipogium intitulé Über den Blüthenbau und die Befruchtung von Epipogium Gmelini. Il publia également Monographie der Gattung Silene, monographie consacrée au genre Silene. Il étudia aussi le genre Typha. Il mourut dans sa vingt-cinquième année d'une infection pulmonaire.